# Vysoká škola logistiky
Vysoká škola logistiky o.p.s (zkratka VŠLG) je soukromá vysoká škola neuniverzitního typu s technickým zaměřením. Sídlí v Přerově a výuka probíhá ve vzdělávacím centru Praha.

## Cíl
Za hlavní cíl bakalářského a magisterského  Logistika považuje škola přípravu odborníků pro konkrétní profese v logistice dopravy, služeb, cestovního ruchu a v informačním managementu.

## Historie

### Počátky
Školu založila společnost DELTA Morava. společně s vedením města Přerova, s představiteli regionu i s řadou externích spolupracovníků. Přípravné práce na zajištění zázemí a podmínek pro předložení žádosti o státní souhlas a akreditaci začaly v roce 2001. "Rada projektu" reprezentována společníky zakladatele, představiteli města Přerova, osobnostmi z řad dalších vysokých škol, veřejně aktivních politiků a odborníků z praxe.

### Vývoj studijních programů a názvu školy
V březnu roku 2001 založila DELTA Morava společnost s názvem "Vysoká škola J. A. Komenského v Přerově, o.p.s.". Původní název se ale musel v dubnu roku 2002 změnit, protože jiná akreditovaná vysoká škola neuniverzitního typu už používala ve svém názvu jméno J. A. Komenského. Rada projektu tedy školu přejmenovala na "Vysoká škola spediční a správní o.p.s". První návrh studijního programu s názvem "Technologie a řízení spediční a správní činnosti" u připravované neuniverzitní vysoké školy měl obsahově navazovat na studijní obory Celnictví a spedice, Finanční řízení, Marketing a Veřejná správa, které realizovala Vyšší odborná živnostenská škola, s.r.o. v Přerově.
Pod názvem Vysoká škola spediční a správní o.p.s. byly postupně předány žádosti o udělení akreditace, studijního programu "Technologie a řízení spediční a správní činnosti" se studijními obory "Spedice a celnictví", "Správní činnosti" a "Informatická rizika" akreditační komisi na MŠMT. Tyto žádosti akreditační komise postupně připomínkovala a jevilo se, že souhlas neudělí. Pro urychlení celého procesu správní rada rozhodla o zpět vzetí žádosti a zastavení správního procesu vedeného MŠMT. Rada zahájila práce na novém projektu. Rozhodla se zaměřit na technický studijní program s věcným obsahem logistika a s novou filozofií systému bakalářského studia na připravované vysoké škole.

### Vysoká škola logistiky o.p.s.
Současně rada projektu rozhodla o změně názvu vysoké školy na Vysoká škola logistiky o.p.s., aby název plně vystihoval zaměření studijního programu. Nová žádost o udělení státního souhlasu a akreditaci studijního programu Dopravní a spojová infrastruktura byla podána v září 2003. Tato žádost byla projednávána v akreditační komisi v měsíci únoru 2004.
V dubnu 2004 získala škola od MŠMT státní souhlas k působení jako vysoká škola neuniverzitního typu a akreditace bakalářského studijního programu Dopravní a spojová infrastruktura v prezenční formě studia ve studijních oborech Dopravní logistika, Logistika služeb a Informační management. V dubnu roku 2005 byla tato akreditace rozšířena o kombinovanou formu studia.
Ředitelem Vysoké školy logistiky o.p.s. se při jejím vzniku stal Mgr. Josef Kulíšek, rektorem se stal prof. Ing. Vladimír Strakoš, DrSc.. V roce 2005 byla výuka zahájena 3. října 2005 s celkovým počtem studentů v 1. ročníku - 63 studentů, z toho 36 formou prezenční a 27 formou kombinovanou, v 2. ročníku - 43 studentů, z toho 17 formou prezenční a 26 formou kombinovanou. V témže roce zahájilo v Praze činnost konzultační středisko Vysoké školy logistiky o.p.s. s počtem studentů 23 v kombinované formě studia. V roce 2006 se podařilo otevřít další konzultační středisko ve Štúrovu na Slovensku. Zde se ke studiu kombinovanou formou přihlásilo 37 studentů ze Slovenské republiky. Nově je otevřeno další konzultační středisko i ve městě České Budějovice s počtem studentů 29.

### Magisterské studium
V roce 2007 byla Vysoké škole logistiky o.p.s. přiznána akreditace pro navazující formu magisterského studia studijního programu Logistika, přičemž absolventi navazujícího magisterského studia na technické Vysoké škole logistiky o.p.s. získávají titul inženýr (Ing.).

### Současnost
V současnosti je statutárním orgánem Vysoké školy logistiky o.p.s., ředitel JUDr. Ivan Barančík a kvestorem Ing. Tomáš Vrba. V akademickém roce 2010/2011 studovalo v Přerově ve všech formách studia 931 studentů a z toho v prezenční formě 294 studentů a v kombinované formě 439 studentů. V roce 2008 škola nabídla pomoc studentům Pražského technologického institutu, tato škola zanikla a studenti tak mohli dostudovat na VŠLG.
V Edukačním středisku Praha studovalo ve stejném akademickém roce v kombinované formě 123 studentů a v Edukačním centru ve Štúrovu studovalo v prezenční formě 31 a v kombinované formě 71 studentů. Rektor Vysoké školy logistiky rozhodl, že pro akademický rok 2011/2012 nebudou přijímáni uchazeči do 1. ročníku ke studiu ve Štúrovu, nicméně bylo otevřeno nové Edukační centrum v Českých Budějovicích.
Na základě kladného stanoviska akreditační komise rozhodlo dne 23. února 2011 Ministerstvo školství, mládeže a tělovýchovy o prodloužení platnosti akreditace navazujícího magisterského studijního programu Logistika, studijního oboru Logistika, a to jak prezenční, tak kombinované formy, do 31. srpna 2019.

## Rektor
JUDr. Ivan BARANČÍK rektorem od roku 2007, je členem České konference rektorů a místopředsedou ČKR, která měla i zasedání (111. zasedání) 10. června 2011 v Přerově.

## Dopravní logistika
Dopravní logistika se zaobírá řízením přepravy zboží, poskytováním spedičních služeb, vedením celních agend, realizací obchodních operací ve vnitrostátních a mezinárodních přepravách.
Forma a místo studia:
- prezenční - Přerov,
- kombinovaná - Přerov, Praha.

## Logistika služeb
Logistika služeb zahrnuje organizační činnosti v drobném a středním podnikání nebo ve firmách a úřadech samosprávy. Jde o vedení agendy firem, vypracovávaní individuálních a normativních správních aktů, provádění správních řízení, provádění analýz a rozborů společenských jevů a na jejich základě navrhovat opatření a zajišťovat služby vedoucí k maximální hospodárnosti.
Forma a místo studia:
- prezenční - Přerov,
- kombinovaná - Přerov, Praha.

## Informační management
Informační management je součástí znalostního managementu, který je ve současní době v popředí zájmu společností, které chtějí být úspěšné ve své oblasti podnikání. Je to praktická odborná činnost, kterou provozují informační manažery v kontextu konkrétní organizace. Tato činnost je zaměřená na využití informací v rozhodovacích a řídících procesech a na integraci zdrojů a aktivit do procesů v podniku. Informační manažer navrhuje, implementuje a provádí systémy a služby, které zahrnují procesy získávání, zpracování, ukládání, prezentace a distribuce informací.
Forma a místo studia:
- prezenční - Přerov, Praha
- kombinovaná - Přerov.

## Logistika cestovního ruchu
U logistiky cestovního ruchu jde především o plnění požadavků zákazníků cestovních agentur. Zahrnuje jednání s organizacemi, které poskytují své služby turistům a návštěvníkům dané oblasti.
Forma a místo studia:
- prezenční - Přerov,
- kombinovaná – Přerov.

## Logistika letecké dopravy
V logistických řetězcích letecká doprava zajišťuje přepravu leteckých zásilek (leteckého carga) mezi cargo-terminály, které tvoří celosvětovou, hierarchicky uspořádanou síť. Zboží je přepravováno, nebo se s ním manipuluje na speciálních leteckých paletách nebo v leteckých nádržích (Unit Load Devices - ULD). V případě slabých zátěžových proudů jsou letecké zásilky přikládané do osobních letadel nebo se přepravují silniční dopravou.
Forma a místo studia:
- prezenční - Přerov
- kombinovaná – Přerov

## Navazující magisterské studium

### Logistika
Logistika je poměrně mladá, dynamicky se vyvíjející vědní disciplína, jejíž vývoj zatím nelze považovat za ukončený. Z toho důvodu pro její charakteristiku nelze používat jednoznačné vymezení. Logistika je výsledkem integrace technických, ekonomických a společenských věd, je kategorií teorie myšlení i organizace, řízení a rozhodování, ale i technologie a techniky. Zabývá se optimalizací, koordinací a synchronizací všech činností, které jsou nezbytné pro zajištění pružného a ekonomického průběhu výrobního procesu při optimálních nákladech. V roce 2007 byla Vysoké škole logistiky o.p.s. přiznána akreditace pro navazující formu magisterského studia studijního programu N3713 Logistika, přičemž absolventi navazujícího magisterského studia na technické Vysoké škole logistiky o.p.s. získávají titul inženýr (Ing.).
Forma a místo studia:
- prezenční - Přerov,
- kombinovaná - Přerov, Praha.

## Erasmus
Podprogram Erasmus je součástí vzdělávacího programu Socrates. Je zaměřen na zvyšování kvality vzdělávání a podporu evropské dimenze vysokoškolského vzdělání prostřednictvím mezinárodní spolupráce univerzit, podporuje evropskou mobilitu a zlepšuje transparentnost a úplné uznávání studia a kvalifikace v zemích EU. Podmínkou poskytování pobytů je bilaterální smlouva mezi vysokoškolskými institucemi, které vlastní Erasmus University Charter. Vysoká škola logistiky má v rámci tohoto programu vytvořenou spolupráci pro nabízení studijních stáží, pracovních stáží a jazykových kurzů v různých zemích světa.